# Камбарка Друга
Камба́рка Дру́га (рос. Камбарка Вторая) — річка в Чайковському районі Пермського краю, Росія, ліва притока Камбарки.
Починається на південний захід від села Дубленово. Протікає на південний схід та південь, впадає до річки Камбарки нижче села Пихтовик. Верхів'я пересихає, вся річка протікає через великі лісові масиви тайги. У верхній течії приймає декілька дрібних приток.
На річці розташоване колишнє село Пихтовик в нижній течії. У верхній течії протікає через урочище Седомська Дача. В середній течії збудовано автомобільний міст.